# 梁金群
梁金群（1970年1月26日—），馬來西亞霹靂州華人，1990年代來台就讀逢甲大學中文系，後取得中國文學碩士，現為該校人文社會學院兼任講師，研究領域為南洋漢詩，創作涵蓋散文與小說，並曾獲文學獎項與教育表揚。
其作品多以遷徙經驗與馬來西亞華人「新村」為主題，於臺灣、香港、新加坡、馬來西亞等地發行。評論者指出，其書寫紀錄了馬來西亞華人的集體記憶。

## 榮譽
- 2014年 教育部「杏壇芬芳獎」[4]
- 2016年 教育部文藝創作獎短篇小說優選〈雙姝怨〉[5]
- 2016年 《熱帶女子迷航誌》入選國立臺灣文學館「文學好書」推廣專案[6]
- 2020年 馬來西亞《星洲日報》年度選書（《野村少女》）[7]
- 2023年 國科會「人文與社會科學博士候選人撰寫博士論文」獎助[8]
- 2023年 入選高等教育國際合作基金會《傑出外籍畢業生案例》[9]

## 文學作品
- 《愛的教育進行式》（2012年）
- 《流浪老輸》（2013年）
- 《熱帶女子迷航誌》（2016年）
- 《野村少女：馬來西亞新村生活隨筆》（2020年）
- 《野村少女：馬來西亞新村生活隨筆》簡體版（2025年）

## 學術研究
梁金群的研究領域聚焦於南洋漢詩，特別關注「南僑詩宗」丘菽園的詩學風格與文化身份建構。其具代表性的論文包括：〈華化南國──論「南僑詩宗」丘菽園的遺民姿態〉探討其詩中所呈現的遺民意識，〈「南僑詩宗」丘菽園改還本姓的內在意涵──以「丘」和「邱」字為例〉剖析其名號選擇與文化認同，以及〈感官式風土：論「南僑詩宗」丘菽園豔情詩的地方感性〉論述其詩作中對地方風土的感知書寫。

## 外部連結
- 民視新聞專訪影片：〈飛越文學地景：Ⅶ Ep 11 苦楝 梁金群〉